# アンドリュー・ファン・ギンケル
アンドリュー・ファン・ギンケル（Andrew Van Ginkel, 1995年7月1日 - ）は、アメリカ合衆国アイオワ州ロックバレー出身のプロアメリカンフットボール選手。NFLのミネソタ・バイキングスに所属している。ポジションはラインバッカー。

## 経歴

### カレッジ
サウスダコタ大学で1年間プレーし、その後アイオワ・ウェスタンコミュニティカレッジへ転校。1年間プレーした後にウィスコンシン大学へ転校し、2年間プレーした。

### マイアミ・ドルフィンズ
| 身長                                | 体重            | 腕 の 長 さ       | 手 の 大 き さ   | 40Yrd ダ ッ シ ュ | 10Yrd ス プ リ ッ ト | 20Yrd ス プ リ ッ ト | 20Yrd シ ャ ト ル | 3 コ 丨 ン ド リ ル | 垂 直 跳 び     | 立 ち 幅 跳 び      | ベ ン チ プ レ ス |
| ----------------------------------- | --------------- | ----------------- | ---------------- | ----------------- | -------------------- | -------------------- | ----------------- | ------------------- | --------------- | ------------------- | ----------------- |
| 6 ft 3+1⁄2 in (192 cm)              | 241 lb (109 kg) | 32+1⁄2 in (83 cm) | 9+3⁄8 in (24 cm) | 4.59 s            | 1.62 s               | 2.52 s               | 4.14 s            | 6.89 s              | 38.0 in (97 cm) | 10 ft 3 in (3.12 m) | 17 回             |
| All values from NFL Combine/Pro Day |                 |                   |                  |                   |                      |                      |                   |                     |                 |                     |                   |

2019年のNFLドラフトにて5巡目全体151位でマイアミ・ドルフィンズから指名され、その後ルーキー契約を結んだ。
2020年シーズン、第8週のロサンゼルス・ラムズ戦でジャレッド・ゴフがファンブルしたボールをリカバーし、そのまま78ヤードのリターンTDを記録。試合は28-17で勝利した。
2022年シーズン終了後にFAとなり、2023年3月23日にドルフィンズと1年契約を結んだ。

### ミネソタ・バイキングス
2024年3月13日にミネソタ・バイキングスと2年契約を結んだ。
2024年シーズン、ニューヨーク・ジャイアンツとの開幕戦でダニエル・ジョーンズからサック、インターセプト、インターセプトからのリターンTD（ピックシックス）を記録。バイキングスの選手のピックシックスは2021年シーズンの第2週以来であった。ロンドンで開催された第5週のニューヨーク・ジェッツ戦ではアーロン・ロジャースから63ヤードのピックシックスを記録した。第16週のシアトル・シーホークス戦では5タックル、2サックを記録し、NFCの週間最優秀守備選手に選出された。
2025年4月19日にバイキングスと1年2,300万ドルの契約延長に合意した。